# Myxopappus hereroensis
Myxopappus hereroensis là một loài thực vật có hoa trong họ Cúc. Loài này được (O.Hoffm.) Källersjö mô tả khoa học đầu tiên năm 1988.